# Fontaine-Uterte
Fontaine-Uterte – miejscowość i gmina we Francji, w regionie Hauts-de-France, w departamencie Aisne.
Według danych na styczeń 2014 roku gminę zamieszkiwało 131 osób, a gęstość zaludnienia wynosiła 22,3 osób/km².